# Lu Ying
Lu Ying (chiń. 陆滢; ur. 22 stycznia 1989 w Szanghaju) – chińska pływaczka, wielokrotna medalistka mistrzostw świata, dwukrotna olimpijka (2012, 2016), w tym medalistka olimpijska z 2012 roku. Specjalizuje się w pływaniu stylem motylkowym i dowolnym.
Największym sportowym osiągnięciem zawodniczki jest wicemistrzostwo olimpijskie w Londynie (2012) na 100 m stylem motylkowym. Poza medalem olimpijskim, Chinka wywalczyła złote medale mistrzostw świata na basenie zarówno 50-, jak i 25-metrowym (2012 – 25 m, 2015 – 50 m), a także medale uniwersjady (2011, 2015) i igrzysk azjatyckich (2010, 2014).